# Klabin
Klabin S.A. er en brasiliansk producent af papirmasse og papir med hovedkvarter i São Paulo. De producerer papirmasse, emballagepapir, karton, bølgepap, papirssække og de sælger tømmer. Aktiemajoriteten indehaves af Klabin Irmãos & Cia og NIBLAK Participações S/A som tilsammen ejer 52,23 %. Koncernen er inddelt i divisionerne skovbrug, pulp, papir og genbrug. Produkterne er certificeret af Forest Stewardship Council (FSC).
Klabin har 24 industrianlæg: 23 i Brasilien og et i Argentina. De har over 500.000 hektar med skov.